# Халандрі
Халандрі (грец. Χαλάνδρι), давньогрецька/кафаревуса Халандріон (грец. Χαλάνδριον) — передмістя на північ від Афін, розташований на місці давньоафінського дема Фліа, який був місцем народження давньогрецького поета-драматурга Евріпіда.

## Сучасна історія
На початку 20 століття, до 1940-х років, Халандрі залишався невеликим селищем в Аттиці. У зв'язку зі швидким розширенням кордонів муніципалітету Афіни в 1960-х і 1970-х років остаточно наблизилися до меж Халандрі. Тому сучасний поділ між двома містами вельми невиразний. Зокрема у Халандрі розташовані офіси дипломатичних місій кількох країн в Греції. Водночас район Халандрі залишається порівняно малонаселеним, а також одним з найзеленіших передмість Афін.

## Населення
| Рік  | Населення |
| ---- | --------- |
| 1981 | 54,320    |
| 1991 | 66,285    |
| 2001 | 71,684    |